# Blovice
Blovice (niem. Blowitz) − miasto w Czechach, w kraju pilzneńskim. Według danych z 31 grudnia 2003 powierzchnia miasta wynosiła 2 896 ha, a liczba jego mieszkańców 3 901 osób.

## Demografia
| Rok             | 1970  | 1980  | 1991  | 2001  | 2003  |
| --------------- | ----- | ----- | ----- | ----- | ----- |
| Liczba ludności | 3 751 | 3 732 | 3 591 | 3 868 | 3 901 |

Źródło: Czeski Urząd Statystyczny

## Współpraca
- Teublitz, Niemcy
- Triptis, Niemcy